# Eerste Indochinese Oorlog
De Eerste Indochinese Oorlog (ook bekend als de Franse Indochinese Oorlog, Anti-Franse Oorlog, Frans-Vietnamese Oorlog, Frans-Vietminh Oorlog, Indochinese Oorlog, Vuile Oorlog in Frankrijk, en Anti-Franse Verzetsoorlog in hedendaags Vietnam) werd uitgevochten in de Unie van Indochina van 6 december 1946 tot 1 augustus 1954.
Tijdens de Conferentie van Potsdam in juli 1945 besloten de Gecombineerde Stafchefs dat Indochina ten zuiden van 16 ° noorderbreedte onder het Britse bevel voor admiraal Mountbatten in het Zuidoost-Azië-commando zou worden opgenomen. Japanse troepen ten zuiden van die lijn gaven zich aan hem over en die in het noorden gaven zich over aan Generalissimo Chiang Kai-shek. De westerse mogendheden veronderstelden als overwinnaars op Japan een terugkeer naar de vooroorlogse situatie, waarbij Aziatische gebieden (zoals Burma, Maleisië, Indochina, Nederlands-Indië en Nieuw-Guinea) weer zouden worden bestuurd door Europese machten. De ontwikkelingen tijdens de Tweede Wereldoorlog hadden echter in Azië voeding gegeven aan allerlei onafhankelijkheidsbewegingen, die overheersing door buitenlandse machten niet langer vanzelfsprekend achten. Deze majeure veranderingen in de opvattingen onder de Aziatische volkeren tijdens de Tweede Wereldoorlog waren de Europese mogendheden veelal ontgaan, omdat ze door de Japanners uit hun overzeese gebiedsdelen waren verdreven en in beslag werden genomen door hun eigen strijd tegen de As-mogendheden.
In september 1945 trokken Chinese troepen Tonkin binnen en een kleine Britse taskforce landde in Saigon. De Chinezen accepteerden de Vietnamese regering onder leiding van Hồ Chí Minh, die heel Vietnam vanuit Hanoi wilde gaan besturen. De Britten weigerden hetzelfde te doen in Saigon en stelden daar van meet af aan de Fransen tegenover. Amerikaanse vertegenwoordigers van het Office of Strategic Services in Vietnam leken daarentegen ogenschijnlijk de Việt Minh-autoriteiten te steunen.
Op V-J Day, 2 september, had Hồ Chí Minh in Hanoi de oprichting van de Democratische Republiek Vietnam (DRV) uitgeroepen. Hij las daarbij passages uit de Amerikaanse Onafhankelijkheidsverklaring voor waarbij hij het woord Engeland verving door Frankrijk. Deze verklaring was hem ter beschikking gesteld door een lid van de OSS, een voorloper van de CIA. Hồ Chí Minh was aanvankelijk een bewonderaar van de Amerikaanse onafhankelijkheidsstrijd.
De DRV regeerde als enige burgerregering in heel Vietnam gedurende ongeveer 20 dagen, na de troonsafstand van keizer Bảo Đại, die tijdens de Japanse bezetting symbolisch staatshoofd bleef.
Op 23 september 1945 wierpen de Franse strijdkrachten de lokale DRV-regering omver, met medeweten van de Britse commandant in Saigon, en verklaarden ze de Franse autoriteit in Frans-Cochin-China hersteld. Guerrilla-oorlog begon onmiddellijk rond Saigon, maar de Fransen heroverden geleidelijk de controle over het zuiden van Indochina. In het noorden dreigden de 200.000 Chinezen na de ontwapening van de Japanners te blijven. De Chinezen gingen zich te buiten aan plunderingen en ander wangedrag. Daarom wilde Hồ Chí Minh de Fransen in Noord-Vietnam binnenhalen om de Chinezen af te lossen en de orde te herstellen, en ondertussen te onderhandelen over een verenigd en soeverein Vietnam. In een akkoord werd hierover maart 1946 overeenstemming bereikt.
Hồ Chí Minh stemde ermee in te onderhandelen over de toekomstige status van Vietnam, maar de gesprekken in Frankrijk leverden geen oplossing op. Na meer dan een jaar van een latent conflict brak in december 1946 oorlog uit tussen de Franse en de Việt Minh-strijdkrachten, terwijl Hồ Chí Minh en zijn regering ondergronds gingen. De Fransen probeerden Indochina te stabiliseren door het te reorganiseren als een Federatie van geassocieerde staten. In 1949 brachten ze voormalig keizer Bảo Đại weer aan de macht, als staatshoofd van een nieuw opgerichte staat Vietnam.
De eerste paar jaar van de oorlog was een ongelijke strijd van slecht bewapende Vietnamezen tegen de Franse overheersing, maar nadat de Chinese communisten in 1949 de burgeroorlog in China in hun voordeel hadden beslist, veranderde het conflict in een conventionele oorlog tussen twee legers die aan beide zijden vochten met een gelijkwaardig wapenarsenaal.
Voor de Europese mogendheden was anti-communistische retoriek vaak een effectief hulpmiddel om een onafhankelijkheidsbeweging in Aziatische koloniën of protectoraten verdacht te maken en zich te verzekeren van broodnodige Amerikaanse steun. Want in de Verenigde Staten was steun voor de Europese mogendheden in Azië bepaald niet vanzelfsprekend, aangezien dat land als voormalige Amerikaanse kolonie van Groot-Brittannië zich in een revolutionaire oorlog zelf onafhankelijk had gemaakt. De Amerikaanse weerzin tegen koloniale overheersing had Nederland al vanaf 1946 ondervonden met zijn militaire acties in Indonesië.
De jonge Volksrepubliek China wenste geen vijandig gezinde koloniën of vazalstaten van herrijzende Europese mogendheden aan zijn grenzen en steunde onafhankelijkheidsbewegingen in de landen om zich heen. Daarmee gaf het weer voeding aan het wantrouwen in westerse landen, dat het hier vooral zou gaan om verspreiding van het communistische gedachtegoed.
De Sovjet-Unie meende in Azië vooral bevestiging te zien van de onbetrouwbaarheid van Engeland, Frankrijk en de Verenigde Staten, en gaf anti-westerse bewegingen in Azië militaire steun, aanvankelijk in het geheim en later steeds openlijker. Westerse mogendheden zagen daarin weer bevestiging van hun eigen kijk op de werkelijkheid.
Het Franse Expeditiekorps in het Verre Oosten van de Union française, geleid door de Vierde Franse Republiek en gesteund door het Vietnamese Nationale Leger van keizer Bảo Đại vochten tegen de Vietminh, geleid door Hồ Chí Minh en Võ Nguyên Giáp. De meeste gevechten vonden plaats in Tonkin in Noord-Vietnam, hoewel het conflict het hele land overspoelde en zich ook uitbreidde naar naburige protectoraten van de Unie van Indochina, Laos en Cambodja.
De troepen van de Franse Unie bestonden uit koloniale troepen van het hele voormalige rijk (Marokkanen, Algerijnen, Tunesiërs, Laotianen, Cambodjanen, Vietnamezen en Vietnamese etnische minderheden), Franse professionele troepen en eenheden van het Frans Vreemdelingenlegioen. Het gebruik van rekruten uit Europees Frankrijk werd door de Franse regeringen verboden om de oorlog niet nog impopulairder te maken thuis. Het conflict werd de "vuile oorlog" (la sale guerre) genoemd door aanhangers van de linkse intellectuelen in Frankrijk (inclusief Jean-Paul Sartre) tijdens de Zaak-Henri Martin in 1950.

## Ommekeer
De Vietminh werd verleid tot het aanvallen van een goed verdedigde basis in een afgelegen deel van het land. De Slag bij Na San werd voor de Fransen nog een succes. Het was echter een pyrrusoverwinning, want de basis werd kort daarna zonder slag of stoot opgegeven. De Slag bij Điện Biên Phủ in 1954 pakte voor de Fransen desastreus uit, waarna het leger van Hồ Chí Minh uiteindelijk de overhand kreeg.
Na de overwinning op de Fransen bij Điện Biên Phủ en de daarop volgende wapenstilstand had Hồ Chí Minh een sterke onderhandelingspositie tijdens de Conferentie van Genève. Op 21 juli 1954 werd een voorlopige verdeling van Vietnam bij de 17e breedtegraad bepaald, met het beheer van Noord-Vietnam door de Vietminh als de voortzetting van de Democratische Republiek van Vietnam onder Hồ Chí Minh, en het zuiden bleef voorlopig een aparte staat Vietnam onder keizer Bảo Đại. De verdeling zou tijdelijk zijn totdat in heel Vietnam in juli 1956 nationale verkiezingen zouden worden gehouden om te bepalen wie daarna Vietnam zou gaan regeren. De aanpak van de verkiezingen was in Genève een voortdurend twistpunt, waarover geen duidelijke afspraken konden worden gemaakt. De westerse mogendheden vreesden al voor de uitkomst van de verkiezingen. Getalsmatig woonden de meeste Vietnamezen in Noord-Vietnam, en ook in Zuid-Vietnam was Hồ Chí Minh door zijn militaire overwinningen op de voormalige kolonisator veel populairder dan de politici die door Frankrijk in Saigon in het zadel werden gehouden.
De vrees bestond dat Hồ Chí Minh als winnaar van de verkiezingen zou eindigen en Hồ Chí Minh's bondgenoot, het communistische China zo controle zou krijgen over heel Vietnam.
Een jaar later werd Bảo Đại afgezet door zijn eerste minister, Ngô Đình Diệm, en hij maakte van het zuiden de republiek Vietnam. Een dergelijke staatsgreep was op dat moment zonder Amerikaanse steun niet mogelijk. Diệms weigering om verder te praten met Noord-Vietnam over de opzet van de nationale verkiezingen in 1956, zoals was bepaald door de Conventie van Genève, zou uiteindelijk leiden tot het opnieuw uitbreken van Tweede Indochinese Oorlog in 1955.